# 1995年5月逝世人物列表
1995年逝世人物列表：1月 - 2月 - 3月 - 4月 - 5月 - 6月 - 7月 - 8月 - 9月 - 10月 - 11月 - 12月
1995年5月逝世人物列表，是用於匯總1995年5月期間逝世人物的列表。

## 依日期排序

### 1日
- 歐文·倫納德 蓋伊·阿貝爾，83歲，紐西蘭商人。[1]
- 魯埃爾·丹尼，82歲，美國詩人和學者。[2]
- 卡爾·赫茲，65歲，美籍加拿大數學家。
- 喬治·麥金農，89歲，美國政治家、律師和法官。
- 米哈伊尔·齐米亚宁，80歲，蘇聯/俄羅斯政治家和外交官。

### 2日
- 盧西亞諾·安切斯基，84歲，義大利文學評論家和散文家。[3]
- 埃德溫·布魯姆，88歲，美國編劇。[4]
- 阿爾伯特·布瑟，89歲，盧森堡政治家、鐵路檢查員和工會會員。
- 唐·布羅克特，65歲，美國演員
- 約翰·邦廷，76歲，澳大利亞公務員和外交官。[5]
- 邁克爾·霍德恩，83歲，英國演員[6]
- 艾倫·O·亨特，78歲，美國政治家。
- 曼弗雷德·克爾施，81歲，德國運動員。
- 魯道夫·佩列辛，37歲，克羅埃西亞戰鬥機飛行員，在行動中喪生。
- 德佐·烏爾西尼，47歲，斯洛伐克搖滾音樂家、編劇和導演。
- 維爾納·維格爾，66歲，荷蘭裔德國記者和新聞主持人，腦癌。
- 基思·澤特勒莫耶，39歲，美國被定罪的殺人犯，被注射死刑。[7]

### 3日
- 約翰·沃倫·奧爾德裡奇，89歲，美國鳥類學家。[8]
- 約翰尼·倫納德，91歲，澳大利亞足球運動員和教練。
- 阿黛爾·馬庫斯，89歲，美國鋼琴家和音樂教育家。[9]
- 阿道夫·施萊斯勒德，85歲，德國電影剪輯師和助理導演。[10]
- 布魯諾·托皮利亞尼，80歲，義大利天主教會主教。

### 4日
- 安德列·阿布拉莫夫，58歲，蘇聯/俄羅斯拳擊手。[11]
- 阿恩·阿納多，82歲，挪威馬戲團演員和老闆。[12]
- 穆雷·巴爾，86歲，加拿大醫生和醫學研究員。[13]
- 科內利奧·法布羅，83歲，義大利天主教神父。[14]
- 湯瑪斯·安東尼·哈裡斯，85歲，美國精神病學家和作家，心臟病發作。[15]
- 路易士·克拉斯納，91歲，烏克蘭裔美國小提琴家。[16]
- 野添瞳，58歲，1950年代和1960年代初流行的日本女演員，癌症。
- 刘易斯·汤普森·普雷斯顿，68歲，美國銀行家，摩根大通公司首席執行官兼世界銀行行長。.[17]
- 康妮·維斯涅夫斯基，73歲，美國棒球運動員，癌症。

### 5日
- 約瑟夫·貝克，76歲，捷克影視演員。[18]
- 米哈伊尔·莫伊谢耶维奇·博特温尼克，83歲，俄羅斯棋手，胰腺癌。[19]
- 大衛·康奈爾，63-64歲，美國電視製片人[20]
- 熱諾·德諾比勒，62歲，加拿大足球運動員。
- 伯爵費爾布萊克，74歲，美國政治家和律師。[21]
- 理查·D·麥卡錫，67歲，美國政治家。[22]
- 納加布沙南，73歲，印度演員和喜劇演員。
- 阿拉斯泰爾·皮爾金頓，75歲，英國工程師和商人。[23]
- 叶浅予，88歲，中國畫家，曼花藝術家先驅。
- 愛德華·斯內德克爾，92歲，美國海軍陸戰隊中將。
- 安東尼·瓦格納，86歲，武器學院英國軍官。[24]

### 6日
- 約翰·布萊克·艾爾德，72歲，加拿大律師、公司董事和政治人物。[25]
- 薩克森-科堡和布拉干薩的瑪麗亞·皮亞，88歲，葡萄牙作家和記者。[26]
- 諾埃爾·巴特斯頓，38歲，北愛爾蘭足球運動員，心臟病發作。[27]
- 巴古奇·卡拉布雷斯，67歲，美國立式貝斯手。[28]
- 伊波利托·岡薩雷斯，40歲，美國警長。[29]
- 戈特弗裡德·哈伯勒，94歲，奧地利裔美國經濟學家。[30]
- 阿德里亞諾·曼泰利，82歲，義大利飛機設計師。
- 喬治斯·馬夫羅斯，86歲，希臘法學家和政治家。
- 克拉倫斯·保羅，67歲，美國詞曲作者、唱片製作人和歌手，糖尿病患者。[31]

### 7日
- 凱薩琳·班納姆，97歲，英國心理學家，專門研究發展心理學。[32]
- 格斯·貝爾，66歲，美國職業棒球大聯盟球員[33]
- 瑪麗亞·路易莎·本伯格，73歲，阿根廷電影作家、導演和演員，癌症患者。[34]
- 雷·巴克頓，72歲，英國工會會員。[35]
- 克利福德·克洛格，45歲，美國社會學家、人口學家和統計學家。[36]
- 歐內斯特·H·馬丁，75歲，美國百老匯音樂劇製片人。[37]
- 瑞伊·麥金萊，84歲，美國爵士鼓手、歌手和樂隊領隊。[38]
- 佳通帕沙伊，54歲，伊朗歌手和音樂家，乳腺癌。
- 瑪麗亞·波利亞科娃，87歲，蘇聯上校和間諜。
- 揚尼斯·圖巴斯，94歲，希臘海軍軍官和政治家。
- 海伦·瓦尔科，88歲，英國游泳運動員和奧運獎牌得主。[39]

### 8日
- 卡羅爾·貝斯特，美國班卓琴演奏家。[40]
- 普雷姆·巴蒂亞，72歲，印度外交官和記者。[41]
- 雅克·伊索爾尼，83歲，法國律師和回憶錄作家。[42]
- 羅亞爾元帥，82歲，美國中音薩克斯管演奏家和單簧管演奏家，厄尼·羅亞爾的兄弟。[43]
- 比爾·斯皮維，66歲，美國籃球運動員。[44]
- 鄧麗君，42歲，臺灣歌手，哮喘。[45]

### 9日
- 珍妮·達維勒，70歲，丹麥電影女演員。
- 阿爾夫·亨里克森，89歲，瑞典作家、詩人和翻譯家。
- 珀西·曼塞爾，75歲，南非板球運動員。[46]
- 查理斯·蒙特斯，74歲，英國文學編輯。[47]
- 卡尼亞拉·米斯拉·普拉巴卡，88歲，印度記者，作家和自由鬥士。
- 約翰·埃爾伍德·普萊斯，59歲，美國作曲家、鋼琴家、民族音樂學家和音樂教師。[48]
- 厄爾·H·普里查德，87歲，美國中國學者。[49]
- 瑪格達·魯拉克，76歲，1940年代和1950年代羅馬尼亞網球運動員。

### 10日
- 布里吉達·亞歷山大，83歲，出生於德國的墨西哥作家、演員、導演和翻譯。
- 哈羅德·貝倫斯，92歲，英國喜劇演員和角色演員。[50]
- 喬治·坎迪利斯，82歲，希臘裔法國建築師和城市規劃師。[51]
- 伊利奧·迪保羅，68歲，義大利職業摔跤手和餐館老闆。
- 卡爾·德雷沃，65歲，奧地利爵士薩克斯管演奏家。[52]
- 亞歷山大·埃爾佈雷希特，87歲，德國政治家，聯邦議院議員。
- 弗雷迪·費爾南德斯，61歲，墨西哥影視演員，食道癌。
- 鄧肯·麥肯齊，43歲，美國被定罪的殺人犯，被注射死刑。[53]
- 胡安·曼努埃爾·洛佩斯·梅拉，30歲，西班牙摩托車賽車手，交通碰撞。
- 吉米·雷尼，67歲，美國爵士吉他手。[54]
- 卡洛斯·里納爾迪，80歲，阿根廷電影導演、電影編輯和編劇。
- 史黛妃·史匹拉，86歲，奧地利裔德國女演員。[55]
- 吉爾·施泰因克，76歲，美式橄欖球運動員和教練。[56]
- 喬·維特拉諾，76歲，美國橄欖球運動員。[57]
- 杜奇·祖卡南，55歲，印尼演員。

### 11日
- 瑞薩·阿卜杜，32歲，伊朗劇作家和愛滋病導演。[58]
- 大衛·阿維丹，61歲，以色列詩人和劇作家。[59]
- 荷西·T·約亞，63歲，菲律賓抽象藝術家。
- 亞瑟·盧賓，96歲，美國電影導演。[60]
- 鮑裡斯·帕什，94歲，美國陸軍軍事情報官員。
- 約翰·菲力浦斯，80歲，英國演員。[61]
- 伊沃·桑卡頓，82歲，荷蘭政治家和法學家。[62]
- 比爾·謝爾頓，92歲，澳大利亞足球運動員。
- 彼特·廷斯利，82歲，美國橄欖球運動員。

### 12日
- 萊恩·比亞德爾，72歲，澳大利亞測量師，道路建設者，布須曼人，藝術家和作家。[63]
- 喬治·貝拉多納，71歲，義大利橋牌運動員。[64]
- 約翰·布萊特，81歲，澳大利亞詩人[65]
- 安德列·博爾特涅夫，49歲，蘇聯/俄羅斯演員[66]
- 古德曼男爵阿諾德，81歲，英國律師和政治顧問。[67]
- 博戈·格拉芬瑙爾，79歲，斯洛維尼亞歷史學家。[68]
- 史提芬·高華斯，74歲，羅馬尼亞足球運動員和教練。
- 弗農·L·勞倫斯，86歲，美國海軍中將。
- 多梅尼柯·伯特，47歲，義大利歌手和詞曲作者[69]
- 阿道夫·佩德內拉，76歲，阿根廷足球運動員。[70]
- 瑪莉亞·泰瑞莎·里德爾，57歲，義大利網球運動員。
- 馬塞爾·魯賓，89歲，奧地利作曲家和音樂評論家[71]
- 卡爾·文貝里，85歲，瑞典詩人、作家和翻譯家。[72]

### 13日
- 弗朗西斯科·莫雷諾·卡普德維拉，69歲，西班牙裔墨西哥藝術家。
- 艾倫·馬利，64歲，英國視覺效果藝術家
- 羅伯特·馬利，85歲，牙買加板球運動員。[73]
- 泰迪·桑德福德，84歲，英格蘭足球運動員。[74]
- 王浩，73歲，美籍華裔邏輯學家、哲學家和數學家。

### 14日
- 克里斯琴·B·安芬森，79歲，美國生物化學家，諾貝爾化學獎獲得者[75]
- 羅德里戈·阿里納斯·貝當古，75歲，哥倫比亞雕塑家[76]
- 傑西·布萊克本，101歲，英國航空先驅。[77]
- 瑪麗·布拉齊爾，90歲，美國神經科學家。
- 泰德·詹姆斯，76歲，美國政治家。
- 讓·洛朗，88歲，法國足球運動員。[78]
- 湯米·普羅特羅，74歲，美式橄欖球教練[79]
- 漢密爾頓·拉維蒂·斯托特，66歲，英屬維爾京群島政治家，英屬維爾京群島第一任首席部長。
- 理查·烏杜加馬，83歲，斯裡蘭卡軍事領導人、政治家和外交官。

### 15日
- 萊昂內爾·布羅迪，77歲，澳大利亞網球運動員。[80]
- 小本傑明·布巴，77歲，美國政治家和任命部長。
- 朵拉·查普曼，84歲，澳大利亞畫家。[81]
- 賽梅爾‧杜斯特，81歲，美國房地產投資者和開發商。[82]
- 比利·洛特，60歲，美國橄欖球運動員。[83]
- 前角博雄，64歲，日本禪宗佛教老師和龍士.[84]
- 格蕾絲·馬修斯，84歲，加拿大女演員，在舊時廣播時代和早期電視時代。
- 弗雷德·G·莫裡特，89歲，美國律師、歌手、作曲家、作詞家和政治家。
- 埃裡克·波特，67歲，英國演員[85]
- 路易士·安東尼奧·拉米雷斯，72歲，波多黎各作曲家。[86]
- 皮亞·塔西納里，91歲，義大利歌劇演唱家，最初是女高音，後來是女中音。[87]

### 16日
- 埃德里斯·艾倫，86歲，牙買加社區工作者、政治人物和婦女權利宣導者。[88]
- 瑞德·艾米克，66歲，美國賽車手。
- 小哈里·E·伯戈爾德，63歲，美國外交官和大使。[89]
- 帕雷利烏斯·哈爾馬·邦·伯恩森，85歲，挪威工黨政治家。[90]
- 雷·鮑爾，72歲，澳大利亞足球運動員。[91]
- 罗拉·弗洛雷斯，72歲，西班牙歌手，舞蹈家和女演員.[92]
- 格特魯德·格羅布-普蘭德爾，77歲，奧地利女高音。[93]
- 拉格希爾·哈東，82歲，倫敦經濟學院挪威裔英國國際歷史教授。[94]
- 雷蒙·利特爾頓，84歲，英國數學家和理論天文學家。[95]
- 湯瑪斯·李·沃德，59歲，美國被定罪的殺人犯，被注射死刑。[96]

### 17日
- 托·布雷克，82歲，加拿大冰球運動員和國家冰球聯盟教練[97]
- 吉爾維斯·大衛斯，37歲，美國連環殺手[98]
- 傑弗里·狄更斯，63歲，英國政治家[99]
- 喬·麥肯尼，90歲，美式橄欖球運動員和教練。
- 喬治·邁克爾·梅特科維奇，74歲，美國棒球運動員[100]
- 列昂尼德·伊萬諾維奇·沃爾科夫，60歲，冰球運動員。

### 18日
- 劉雨成，70歲，駐守金門28年，在金廈海域立下累累戰功，是台灣兩棲偵察營歷年來唯一的「少將營長」。[101]
- 布林斯利·勒波爾·特倫奇，83歲，愛爾蘭同齡人和空心地球概念的支援者。
- 小伊萊沙·庫克，91歲，美國演員.[102]
- 弗朗西斯·賈德·庫克，84歲，美國作曲家、管風琴家、大提琴家、鋼琴家、指揮家和合唱團指揮。
- 亞歷山大·戈杜諾夫，45歲，俄羅斯芭蕾舞演員和演員[103]
- 羅伯特·哈里斯，95歲，英國演員。[104]
- 傑克·克萊默，77歲，美國棒球運動員。[105]
- 亨利·拉柏利，80歲，法國外科醫生、神經生物學家、作家和哲學家。[106]
- 伊莉莎白·蒙哥馬利，62歲，美國女演員[107]
- 多萝西·波因顿-希尔，79歲，美國潛水夫。[108]
- 莎賓娜·辛根，52歲，德國電影女演員[109]
- 邁克爾·P·W·史東，69歲，英裔美國商人和政府行政人員.[110]
- 托爾·烏爾文，41歲，挪威詩人[111]
- 彼德·範·德·坎普，93歲，荷蘭天文學家。[112]

### 19日
- 羅伯特·辛克萊·迪茨，80歲，美國地質學家。[113]
- 德里克·福特，62歲，英國電影導演和作家。[114]
- 漢斯·尤爾根·基巴許，64歲，德國製作設計師、藝術總監和佈景設計師。[115]
- 特雷弗·路易斯，75歲，英國水球運動員和奧運選手。[116]
- 羅伯特·裡格，70歲，美國體育插畫家、攝影師、電視導演和電影攝影師。[117]
- 尼科·范加格爾東克，81歲，荷蘭自行車運動員和奧運選手。[118]

### 20日
- 莫裡斯·巴尼德，90歲，法國足球運動員和經理。[119]
- 萊斯·寇伊，70歲，澳大利亞橄欖球運動員。
- 奧斯卡·喬仁，85歲，挪威越野滑雪運動員。
- 伯顿·贾斯特拉姆，84歲，美國賽艇運動員。[120]
- 尤利西斯·凱，78歲，美國作曲家，帕金森病。[121]
- 弗洛里揚·馬特卡洛，75歲，南斯拉夫和克羅埃西亞足球運動員。[122]
- 萊斯·史密斯，77歲，英格蘭足球運動員，阿爾茨海默病。

### 21日
- 莱斯·阿斯平，56歲，美國政治家，美國眾議院議員[123]
- 拉裡·希爾布洛姆，52歲，美國商人，DHL聯合創始人。
- 喬杜里·阿爾塔夫·海珊，65歲，巴基斯坦政治家。
- 朱塞佩·佩魯切蒂，87歲，義大利足球運動員和教練。
- 阿涅洛·羅西，82歲，羅馬天主教會巴西紅衣主教。[124]
- 安妮·M·G·施密特，84歲，荷蘭作家[125]
- 穆克比勒蘇丹，83歲，奧斯曼公主，穆罕默德五世的孫女。

### 22日
- 羅伯特·弗萊明，83歲，英國演員，肺炎。[126]
- 克勞德·伊茲森，57歲，法國理論物理學家。[127]
- 布奇·莫爾斯，84歲，美國橄欖球運動員。[128]
- 德里克·里夫斯，60歲，英格蘭足球運動員。

### 23日
- 皮埃爾·巴拉坦，74歲，法國自行車運動員。[129]
- 罗斯·弗勒德 (摔跤运动员)，84歲，美國男子自由式摔跤運動員。。[130]
- 派特裡夏·福特，74歲，北愛爾蘭阿爾斯特統一黨政治家。[131]
- 丹·福特曼，79歲，美國橄欖球運動員。
- 加夫里爾·卡恰林，84歲，蘇聯/俄羅斯足球運動員和教練。
- 米克·皮恩，54歲，英國爵士鋼琴家。[132]
- 托羅爾夫·索爾海姆，87歲，二戰期間挪威抵抗運動成員，散文家和政治家。

### 24日
- 奧勒·博格，79歲，二戰期間挪威法學家和抵抗運動成員。[133]
- 保羅·J·克萊默，91歲，美國生物學家和植物生理學家。[134]
- 宫崎市定，93歲，日本歷史學家。
- 尤阿金·穆巴拉奇，70歲，黎巴嫩伊斯蘭學家、東方學家和阿拉伯主義者。[135]
- 哈羅德·威爾遜，79歲，前英國首相[136]

### 25日
- 傑克·艾倫，87歲，英國電影、戲劇和電視演員。[137]
- 埃利·巴約爾，81歲，法國賽車手。[138]
- 維羅妮卡·布爾舍夫斯基，79歲，美國海軍護士團主任。[139]
- 泰德·卡蘭德，62歲，英格蘭職業足球運動員。
- 博伊登·卡彭特，86歲，美國鄉巴佬和藍草藝術家。[140]
- 克雷希米尔·乔西奇，46歲，克羅埃西亞籃球運動員和教練，非霍奇金淋巴瘤。[141]
- 迪克·柯爾斯，63歲，美國鄉村音樂歌手，胃癌。[142]
- 愛麗絲·戴，89歲，美國電影女演員。
- 丹妮・洛萍，68歲，法國女演員[143]
- 撒母耳·坦波西，70歲，美國房地產開發商[144]

### 26日
- 東尼·阿齊托，46歲，美國舞蹈家和演員[145]
- 大衛·S·布雷斯洛，78歲，美國工業化學家，以其在聚合物方面的工作而聞名。[146]
- 弗里茲·弗雷倫，89歲，美國動畫師[147]
- 埃德蒙·漢森，94歲，丹麥田徑自行車運動員和奧運選手。[148]
- 卡穆卡拉·普魯肖曼，64歲，印度歌手。
- 西格蒙德·斯卡德，91歲，挪威詩人、散文家和美國文學教授。[149]
- 莫德凱·蘇爾基斯，87歲，以色列政治家。
- 埃里普蘭多·維斯孔蒂，62歲，義大利電影導演、編劇和製片人，肺氣腫。[150]

### 27日
- 老斯特凡·巴尼卡，61歲，羅馬尼亞演員。
- 塞文·達登，65歲，美國喜劇演員和演員[151]
- 埃皮·卓斯特，49歲，荷蘭足球運動員和經理，心臟病發作。[152]
- 拉斯洛·卡爾馬，63歲，匈牙利作曲家和編輯。[153]
- 邁克·麥奎伊，45歲，美國科幻作家，心臟病發作。[154]
- 克裡斯托弗·B·斯塔布·斯塔布爾菲爾德，64歲，美國燒烤餐館老闆。[155]

### 28日
- 羅伊·安克拉，69歲，迦納拳擊手，曾獲得大英帝國超羽量級冠軍。[156]
- 海倫·巴拉德，87歲，英國園藝家。[157]
- 貢納爾·胡瑟比，71歲，冰島田徑運動員。
- 亨寧·克隆斯坦，60歲，丹麥芭蕾舞演員、芭蕾舞大師和公司董事。[158]
- 厄尼·路易斯，70歲，美國橄欖球運動員。[159]
- 伊爾凡·柳比揚，42歲，波士尼亞古典音樂作曲家，政治家和外交官，在行動中喪生。
- 讓·繆爾，66歲，英國時裝設計師[160]
- 阿里芬·C·諾埃爾，54歲，印尼詩人，戲劇導演和電影製片人[161]
- 丹妮拉·洛卡，57歲，義大利女演員，模特和作家，心臟病發作。[162]
- 塔辛塔哈，54歲，庫爾德歌手。[163]
- 馬修·E·威爾許，82歲，美國政治家。[164]

### 29日
- 聖地牙哥·阿瑪達，57歲，古巴藝術家和設計師。[165]
- 胡安·博里亞，90歲，波多黎各詩人。[166]
- 拉爾夫·古斯塔夫森，85歲，加拿大詩人，主教大學教授。[167]
- 邁克·彭茨，70歲，南非裔英國物理學家，和平運動活動家，白血病。
- 阿奇博爾德·拉塞爾，90歲，英國航空航天工程師。
- 格倫·塞爾博，69歲，美國籃球和棒球運動員。[168]
- 玛格丽特·蔡斯·史密斯，97歲，美國政治家，肺癌。[169]
- 庫爾特·魏斯，89歲，德國曲棍球運動員和奧運選手。[170]

### 30日
- 羅伯特·亞歷山大·安德森，100歲，美國作曲家。[171][172]
- 葛籣·伯克，42歲，美國職業棒球大聯盟球員[173]
- 泰德·德雷克，82歲，英格蘭足球運動員。[174]
- 洛夫蒂英格蘭，83歲，英國工程師和汽車公司經理。[175]
- 安東尼奧·弗洛雷斯，33歲，西班牙創作歌手和演員[176]
- 威廉·麥克維，89歲，美國雕塑家、動物學家和教師。
- 雷·諾沃特尼，87歲，美式橄欖球運動員和教練。[177]
- 朱塞佩·薩爾托雷，58歲，義大利自行車賽車手。[178]
- 菲力浦·謝拉德，72歲，英國作家、翻譯家和哲學家。.[179]
- 鮑比·斯托克斯，44歲，英格蘭足球運動員，肺炎。[180]
- 瑪莉亞·史蒂芬娜·盧帕斯庫，97歲，羅馬尼亞小說家、詩人和翻譯家。
- 阿瑟·M·楊，89歲，美國發明家、直升機先驅、宇宙學家、哲學家、占星家和作家。[181]

### 31日
- 羅伊·貝丁頓，85歲，英國畫家、插畫家、詩人、釣魚作家和記者。[182]
- 吉列爾莫·貝穆德斯，71歲，哥倫比亞建築師。[183]
- 諾曼·布朗，76歲，美國棒球運動員。[184]
- 斯坦利·埃爾金，65歲，美國小說家、短篇小說家和散文家，心臟病發作。[185]
- 埃米利奧·加西亞·戈麥斯，89歲，西班牙阿拉伯人，文學史學家和評論家。[186]
- 英格麗·塞明森，85歲，挪威歷史學家。[187]
- 帕維爾·西維克，87歲，斯洛維尼亞作曲家、音樂會鋼琴家和音樂教育家。[188]
- 沃倫·桑伯特，47歲，美國實驗電影製片人[189]